# Giorgio Del Vecchio
Giorgio Del Vecchio (Bolonia, 1878 - Génova, 1970) fue un filósofo, profesor y jurista italiano, experto en filosofía del derecho.

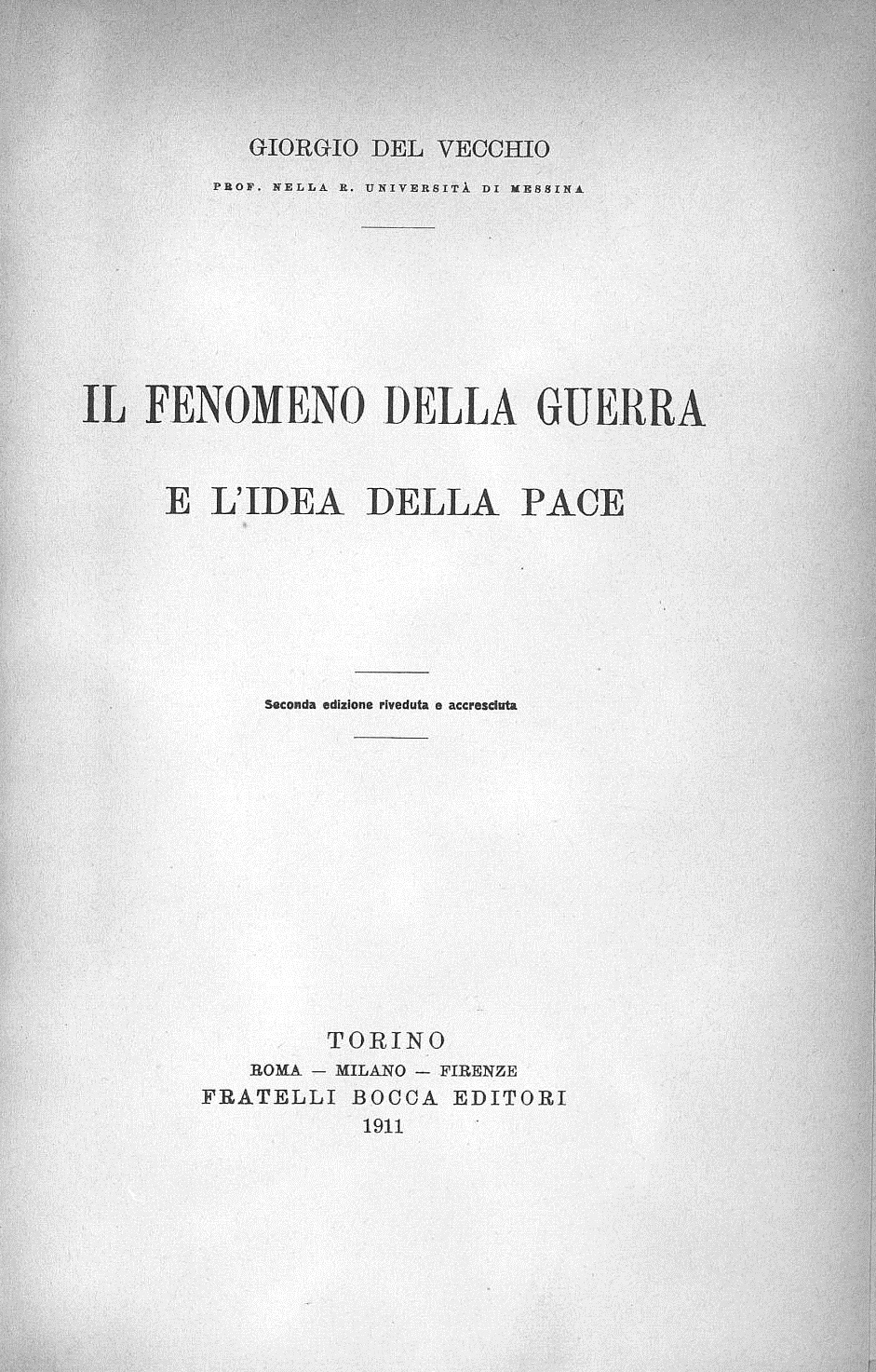
Il fenomeno della guerra e l'idea della pace, 1911

Profesor de la Universidad de Roma desde 1920 hasta 1953 y rector de la misma Universidad desde 1925 hasta 1927. Se adhirió al fascismo desde sus inicios. Fue colaborador de "El Siglo de Italia" y de la revista "Páginas libres"  (publicación dirigida por Vito Panunzio). Junto con Nino Tripodi, Gioacchino Volpe, Asquini Alberto, Roberto Cantalupo, Ernesto De Marzio y Emilio Betti hizo parte del comité organizador del INSPE, instituto de estudios que, en los años cincuenta y sesenta, se opuso a la cultura de inspiración marxista a través de la promoción de conferencias internacionales y publicaciones.
Como uno de los principales representantes del neokantismo italiano, Giorgio Del Vecchio, como otros colegas en Alemania, criticó el positivismo filosófico, argumentando que el concepto de derecho no puede ser derivado de la sola observación de los fenómenos jurídicos. En este sentido, se inscribe en la disputa entre la filosofía, la sociología y la teoría general del derecho que se desarrollaba en Alemania, redefiniendo la filosofía del derecho, a la cual atribuyó tres tareas: una tarea lógica que consiste en construir el concepto de derecho; una tarea fenomenológica que se ocupa del estudio de la ley como un fenómeno social; y una tarea deontológica consistente en "la búsqueda y el cuidado de la justicia, es decir, el derecho que debe ser".

## Obras
- Il concetto della natura e il principio del diritto, 1908
  - Il concetto della natura e il principio del diritto (en italiano) (2 edición). Bologna: Zanichelli. 1922.
- Il fenomeno della guerra e l'idea della pace (en italiano). Torino: Fratelli Bocca. 1911.